# Mount Kurchatov
Mount Kurchatov är ett berg i Antarktis. Det ligger i Östantarktis. Norge gör anspråk på området. Toppen på Mount Kurchatov är 2 220 meter över havet.
Terrängen runt Mount Kurchatov är varierad. Trakten är obefolkad. Det finns inga samhällen i närheten.